# حارثة الأول
حارثة الأول أحد ملوك مملكة الأنباط ويُعتقد انه كان أول ملوك النبط بدأ حكمة عام 168-169 ق.م وانتهى عام 120 ق.م , اشتهر بمواقفه المناوئة لأطماع اليهود في السيطرة على مملكة الأنباط ورد ذكرة في التوراة باسم أريتاس , وقد ذُكر بالأول لتميزه عمن جاء بعده من ملوك مملكة الأنباط وحملوا اسم حارثة أو الحارث .

## ملوك الأنباط
| الترتيب | الحـــاكــم   | فترة الحكم      |
| ------- | ------------- | --------------- |
| 1       | حارثة الأول   | 169 ق.م-120 ق.م |
| 2       | حارثة الثاني  | 120 ق.م-95 ق.م  |
| 3       | عبادة الأول   | 95 ق.م-88 ق.م   |
| 4       | رب إيل الأول  | 88 ق.م-87 ق.م   |
| 5       | حارثة الثالث  | 87 ق.م-62 ق.م   |
| 6       | عبادة الثاني  | 62 ق.م-59 ق.م   |
| 7       | مالك الأول    | 59 ق.م-30 ق.م   |
| 8       | عبادة الثالث  | 30 ق.م-9 ق.م    |
| 9       | حارثة الرابع  | 9 ق.م-40        |
| 10      | مالك الثاني   | 40-70           |
| 11      | رب إيل الثاني | 70-106          |